# Stemonyphantes conspersus
Stemonyphantes conspersus es una especie de araña araneomorfa del género Stemonyphantes, familia Linyphiidae. Fue descrita científicamente por L. Koch en 1879.
Se distribuye por Francia, Europa Central, Italia, Eslovenia, Rusia (Europa hasta el sur de Siberia) y Kazajistán. El cuerpo del macho mide aproximadamente 5,1-5,7 milímetros de longitud y el de la hembra 5,5-7,0 milímetros.